# Чемпионат России по самбо 2014
Чемпионат России по самбо 2014 года среди мужчин проходил в городе Верхняя Пышма (Свердловская область) с 6 по 11 марта.

## Медалисты
| Весовая категория | Золото                           | Серебро                                 | Бронза                                                     |
| ----------------- | -------------------------------- | --------------------------------------- | ---------------------------------------------------------- |
| до 52 кг          | Василий Караулов Армавир         | Игорь Беглеров Кудымкар                 | Алексей Клюкин Пышма Валерий Сороноков Пышма               |
| до 57 кг          | Аймерген Аткунов Пышма           | Алексей Кузьменко Москва                | Боходир Бокиев Иркутск Артур Мавлияров Пышма               |
| до 62 кг          | Илья Хлыбов Пышма                | Аслан Мудранов Армавир                  | Александр Бондарев Чебоксары Абдулкадыр Адуков Пышма       |
| до 68 кг          | Денис Королёв Краснодарский край | Евгений Сухомлинов Комсомольск-на-Амуре | Владимир Балыков Пензенская область Магомед Гаджиев Москва |
| до 74 кг          | Илья Лебедев Пышма               | Ислам Хашиев Самара                     | Али Куржев Рязанская область Станислав Скрябин Новокузнецк |
| до 82 кг          | Владимир Приказчиков Москва      | Алексей Харитонов Заречный              | Азамат Сидаков Ставропольский край Сергей Рябов Москва     |
| до 90 кг          | Альсим Черноскулов Пышма         | Арсен Ханджян Сочи                      | Юрий Шикалов Москва Виктор Осипенко Брянск                 |
| до 100 кг         | Дмитрий Елисеев Санкт-Петербург  | Дмитрий Минаков Брянск                  | Эдуард Кургинян Армавир Дмитрий Ренев Пермь                |
| свыше 100 кг      | Артём Осипенко Брянск            | Евгений Исаев Краснокамск               | Магомед Нажмудинов Москва Александр Кучумов Москва         |

## Командный зачёт

### По регионам
1. Свердловская область;
2. Краснодарский край;
3. Брянская область.

### По округам
1. Москва;
2. Уральский федеральный округ;
3. Дальневосточный федеральный округ;